# CSS Baltic

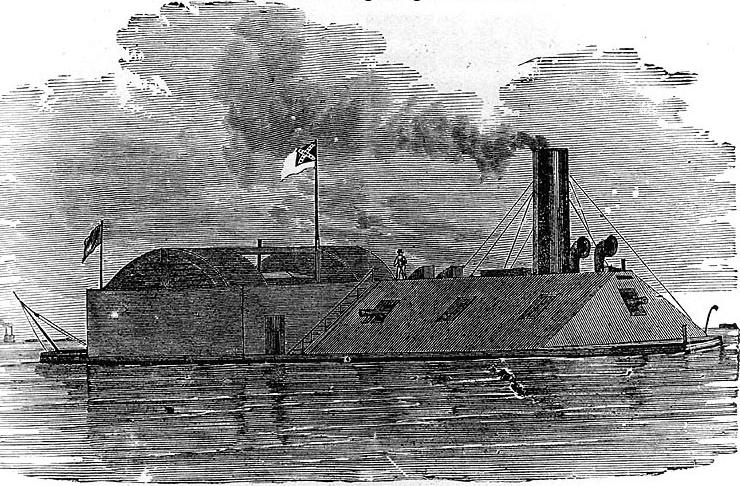
Grabado publicado en El soldado en nuestra guerra civil, Volumen II, que representa el ariete casamata CSS Baltic en Mobile, Alabama

El CSS Baltic fue un barco de vapor de ruedas revestido de hierro y protegido en su interior con pacas de algodón, construido en 1860 en Filadelfia como un bote de remolque fluvial perteneciente a la Southern Steamship Co. Fue comprado por el estado de Alabama, convertido en un ariete blindado y entregado a la Armada de los Estados Confederados a mediados de 1862. Su primer oficial al mando fue el teniente James D. Johnston.
Durante la guerra civil estadounidense, el Baltic operó en los ríos de la bahía de Mobile (Mobile, Alabama) y Tombigbee. Se informó que el Baltic no era apto para el servicio en febrero de 1863, y su estado de deterioro le impidió unirse a la defensa de la bahía de Mobile en junio de 1864. Fue desmantelado en julio de 1864 y su armadura transferida al CSS Nashville.
El Baltic fue capturado en Nanna Hubba Bluff, río Tombigbee, Alabama, el 10 de mayo de 1865 y vendido el 31 de diciembre de 1865.